# Iphimedia schminkei
Iphimedia schminkei is een vlokreeftensoort uit de familie van de Iphimediidae. De wetenschappelijke naam van de soort is voor het eerst geldig gepubliceerd in 2009 door Coleman.